# Billio
Billio (bretonisch: Bilioù) ist eine französische Gemeinde mit 324 Einwohnern (Stand 1. Januar 2022) im Département Morbihan in der Region Bretagne.

## Geographie
Billio liegt im südlichen Teil der Bretagne im Zentrum des Départements Morbihan und gehört zum Pays de Pontivy. Das Gemeindegebiet wird vom Flüsschen Sédon durchquert.
Nachbargemeinden sind Guéhenno im Nordwesten und Norden, Cruguel im Osten, Plumelec im Süden sowie Saint-Jean-Brévelay im Südwesten. 
Durch den östlichen Teil der Gemeinde verläuft die D126 als Verbindung von Vannes über Plumelec nach Josselin sowie im westlichen Teil die D10 von Vannes über Saint-Jean-Brévelay nach Josselin. Wichtig für den überregionalen Verkehr ist die N24 von Lorient nach Rennes. Diese verläuft mehrere Kilometer nördlich der Gemeinde und ist über Guéhenno zu erreichen.

## Geschichte
Die Gemeinde gehört historisch zur bretonischen Region Bro-Gwened (frz. Vannetais) und innerhalb dieser Region zum Gebiet Reter Bro Gwened (frz. Vannetais oriental) und teilt dessen Geschichte. Von 1801 bis zu dessen Auflösung am 10. September 1926 gehörte sie zum Arrondissement Ploërmel. Von 1793 bis zu dessen Auflösung 1801 gehörte Billio zum Kanton Plumelec. Seither ist die Gemeinde dem Kanton Saint-Jean-Brévelay zugeteilt.

## Bevölkerungsentwicklung
| Jahr      | 1962 | 1968 | 1975 | 1982 | 1990 | 1999 | 2006 | 2019 |
| Einwohner | 473  | 457  | 441  | 437  | 366  | 351  | 338  | 336  |

## Sehenswürdigkeiten
- Ortszentrum, genannt Le Bourg
- Kirche Notre Dame von 1860 (teilweise Reste der Vorgängerkirche von 1471 integriert)
- Brunnen Notre-Dame-de-Saint-Corentin von 1769
- (Weg-)Kreuze